# 武蔵秀貞
武蔵 秀貞（むさし ひでさだ）は、戦国時代の武将。徳川家康の家臣。

## 生涯
当初は氏井氏を称し、兄吉正は織田信長に仕えた。
22歳の時、織田家を辞していた吉正とともに徳川家康に仕え、その際に兄弟ともに姓を武蔵と改めた。元亀3年（1572年）三方ヶ原の戦いでは弓を手に力戦し、以後の武田氏との戦いでも武功があった。天正12年（1584年）小牧・長久手の戦いでは長久手で森長可の部隊と交戦し、渡辺守綱とともに敵将を討った。天正19年（1591年）武蔵国入間郡山口領（埼玉県所沢市）に250石を与えられ。家康が伏見城に入る際には、先行して城士となっている。